# High School Musical 2 (colonna sonora)
High School Musical 2 è la colonna sonora del film Disney per la televisione omonimo. 
È uscita il 13 agosto 2007 nel Regno Unito, in Australia, in Nuova Zelanda e nell'America meridionale; il 14 agosto 2007 negli Stati Uniti. La prima visione sulle Reti Mediaset è avvenuta il 24 novembre 2007. Radio Disney ha trasmesso in première il primo singolo del film e anche il primo ballo musicale, What Time Is It?, il 9 giugno 2007, "Bet On It" il 29 giugno, "You Are the Music in Me" il 7 luglio 2007, "Fabulous" il 10 agosto 2007. L'intera colonna sonora ha venduto 623 347 copie nella prima settimana negli Stati Uniti, arrivando persino sulla vetta della nostra classifica musicale, oltre che ha quella argentina, brasiliana, di tutti gli stati della America Latina, della Gran Bretagna e moltissime classifiche in tutto il mondo. Questa colonna sonora è stata giudicata come l'album di maggior successo, in Italia, negli Stati Uniti e in tutto il mondo, restando per 10 settimane al primo posto nella classifica degli album più venduti nel mondo, vendendo, così, a inizio 2008, circa 17 milioni di copie.

## Tracce
| Traccia | Titolo                               | Durata | Cantata da                       | Scritta da                                |
| ------- | ------------------------------------ | ------ | -------------------------------- | ----------------------------------------- |
| 1       | Tu sei la musica in me               | 3:27   | Pquadro                          | Luca Dirisio                              |
| 2       | Io e te                              | 4:33   | Pquadro e Mafy                   | Pete Wentz, David Lawrence, Jamie Houston |
| 3       | What Time Is It?                     | 3:18   | Il Cast di High School Musical 2 | Matthew Gerrard e Robbie Nevil            |
| 4       | Fabulous                             | 3:00   | Ashley Tisdale e Lucas Grabeel   | David Lawrence e Faye Greenberg           |
| 5       | Work This Out                        | 3:03   | Il Cast di High School Musical 2 | Randy Petersen e Kevin Quinn              |
| 6       | You Are the Music in Me              | 3:26   | Zac Efron e Vanessa Hudgens      | Jamie Houston                             |
| 7       | I Don't Dance                        | 3:37   | Corbin Bleu e Lucas Grabeel      | Matthew Gerrard e Robbie Nevil            |
| 8       | You Are the Music in Me (Reprise)    | 2:27   | Zac Efron e Ashley Tisdale       | David Lawrence e Faye Greenburg           |
| 9       | Gotta Go My Own Way                  | 3:42   | Zac Efron e Vanessa Hudgens      | Mandy Moore                               |
| 10      | Bet on It                            | 3:16   | Zac Efron                        | Tim James e Antonina Armato               |
| 11      | Everyday                             | 4:38   | Il Cast di High School Musical 2 | Pete Wentz, David Lawrence, Jamie Houston |
| 12      | All for One                          | 4:13   | Il Cast di High School Musical 2 | Matthew Gerrard e Robbie Nevil            |
| 13      | Humuhumunukunukuapua'a (bonus track) | 3:08   | Ashley Tisdale e Lucas Grabeel   | David Lawrence e Faye Greenburg           |

## Singoli
Singoli che sono stati pubblicati su Radio Disney negli Stati Uniti prima della pubblicazione ufficiale dell'intera colonna sonora.
- What Time Is It? (9 giugno 2007)
- Bet on It (29 giugno 2007)
- You Are the Music in Me (7 luglio 2007)
- I Don't Dance (24 luglio 2007)
- Fabulous (10 agosto 2007)

## Classifiche
Il 14 agosto 2007, il giorno dalla pubblicazione negli Stati Uniti, l'album si è piazzato al primo posto tra i più scaricati da iTunes e Amazon.com.
è stato per 4 settimane al numero 1 della Billboard Top 200 americana avendo venduto 628,538 copie nella sola prima settimana.

## Altre edizioni

### Wal-Mart Edizione Speciale
Wal-Mart ha lanciato sul mercato una edizione speciale di due dischi della colonna sonora il 14 agosto 2007 che includono interviste, registrazioni e foto del cast. La tracklist dell'edizione speciale di Wal-Mart è diversa dalla tracklist della colonna sonora standard. Nella versione speciale, Humuhumunukunukuapua'a non è una bonus track, ma nella tracklist standard, e You Are the Music In Me (Sharpay Version) è una bonus track.

### Target Exclusive
Target pubblicherà la versione standard del cd con inoltre una suoneria e un poster. Inoltre ci saranno le versioni karaoke di "What Time Is It?" e "You Are The Music In Me (Sharpay Version)"! con la traccia bonus "Humuhumunukunukuapua'a".

### UK iTunes Bonus
Gli inglesi potranno avere gratis "Breaking Free (Remix)" se compreranno l'album tramite iTunes.

### Edizione Filippina
Nikki Gil e Arnie Mendaros hanno registrato la loro versione di Gotta Go My Own Way che è inclusa nella versione filippina della colonna sonora di High School Musical 2.

### Edizione Malesia
Questa versione possiede due tracce bonus ("You Are The Music In Me" e la versione Bahasa Melayu "Kau Muzik Di Hatiku") cantata da Vince Chong e Jaclyn Victor.

### Edizione Hong Kong
La versione Hong Kong include la canzone "飛就飛" (Fēi Jiù Fēi; versione Cantonese di "Everyday") cantata da Justin & Kary.

### Versione Canadese
La versione canadese contiene una traccia bonus ("Gotta Go My Own Way" e la versione francese "Je Dois Tout Faire À Ma Manière") cantata dalla giovane artista Nikki Yanovsky.

### Edizione Brasile
L'edizione contiene due bonus track. La prima è "Você È A Música Em Mim" ("You Are The Music In Me") cantata da Thiago Fragoso & Itauana Ciribelli; e la seconda è "Vou Ser Do Jeito Que Eu Sou" ("Gotta Go My Own Way") cantata da Lissah Martins.

### Versione Francese
Contiene "Double Mise" (versione francese di "Bet On It" di Willy Denzey) e "Savoir Qui Je Suis" (versione francese di "Gotta Go My Own Way" di Lââm).

### Versione Tedesca
C'è "Du Bist die Musik" (versione tedesca di "You Are The Music In Me") cantata da Ben & Kate Hall.

### Versione Portoghese
La versione di "All For One" è disponibile su YouTube.

### Versione Italiana
La versione italiana della colonna sonora, in uscita il 24 agosto 2007, vedrà la versione italiana di You are the music in me intitolata "Tu sei la musica in me" cantata dai Pquadro, e la versione italiana di Everyday intitolata "Io e te" cantata da Ambra Lo Faro e i Pquadro.